# 日本動物分類学会
日本動物分類学会（にほんどうぶつぶんるいがっかい、英語: The Japanese Society of Systematic Zoology）は、動物分類学に関する理解・親睦・振興を目的とした学会である。創立時は「動物分類学会」という名称であった。
会員数は約380名。本学会事務局所在地は広島大学大学院人間社会科学研究科内。
主な活動は、会誌の発行、大会やシンポジウムの開催、日本動物分類学会賞の制定などである。

## 出版物
会誌
- Species Diversity
- タクサ
- 動物分類学会誌（1996年に刊行終了）